# Penicillium corylophilum

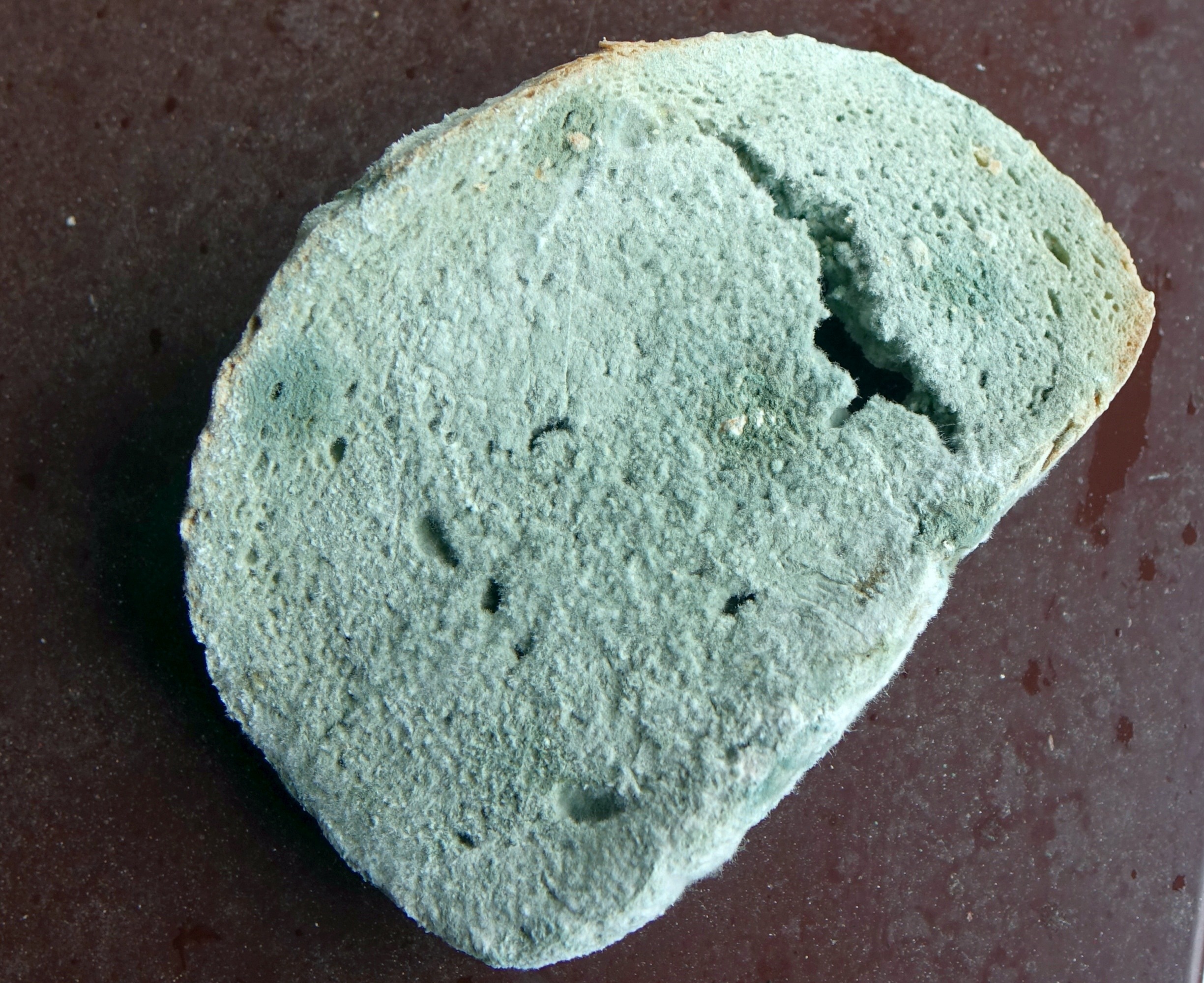
Pleśń Penicillium corylophilum na chlebie

Penicillium corylophilum Dierckx – gatunek grzybów z klasy Eurotiomycetes. Mikroskopijne grzyby strzępkowe.

## Systematyka i nazewnictwo
Pozycja w klasyfikacji według Index Fungorum: Penicillium, Aspergillaceae, Eurotiales, Eurotiomycetidae, Eurotiomycetes, Pezizomycotina, Ascomycota, Fungi.
Po raz pierwszy opisał go w 1901 roku R.P. Dierckx i nadana przez niego nazwa naukowa jest ważna.

## Morfologia
Kolonie na agarze Czapeka w temperaturze 25 °C rosną zazwyczaj i osiągają średnicę 2–3 cm w ciągu 7 dni. Składają się z aksamitnej warstwy konidioforów, początkowo mają niebieskozieloną barwę, ale szybko zmieniającą się w szarozieloną. Rewers u typowych izolatów początkowo zielony, szybko zmieniający się w ciemnozielony do czarnego, często tworzący promienistą strukturę. Konidiofory gładkościenne, w młodych koloniach często proste, nierozgałęzione, ale szybko kończące się okółkiem 2–4 metuli. Metule często nierównej długości, przeważnie 12–20 × 2–3 µm. Fialidy kolbowate, 8–12 × 2,0–2,5 µm. Konidia prawie kuliste do elipsoidalnych, gładkie, 2,5–3,2 × 2,5–3 µm. Kolonie na MEA podobne, ale mniej gęste i rosnące nieco szybciej. Na podłożu CREA kolonie rosną słabo i nie wytwarzają kwasu.

## Występowanie
Gatunek kosmopolityczny występujący na całym świecie, nawet w Antarktyce. Najwięcej stanowisk podano w Australii. W Polsce podano liczne stanowiska. Wyizolowano go ze starego papieru, gleby i korzeni słonecznika zwyczajnego, sosny pospolitej, borówki brusznicy. Występuje wewnątrz pomieszczeń na żywności, powodując jej psucie się. Izolowano go z różnych produktów spożywczych, np. zbóż, mrożonych ciast owocowych, kwaśnych płynów. Jest kserofilem, co oznacza, że może żyć w środowiskach o niskiej dostępności wody.

## Znaczenie
Penicillium corylophilum syntetyzuje liczne metabolity wtórne. Niektóre mają działanie przeciwbakteryjne, inne działają toksycznie na komary i inne owady. Wytwarza również bardzo szkodliwe mykotoksyny, takie jak cytrynina i alkaloid sporyszu epoksyagroklawina. Cytrynina jest toksyczna dla nerek, ale wpływa również na wątrobę i układ odpornościowy i może być rakotwórcza. Zatrucie sporyszem powoduje nudności, wymioty, a nawet halucynacje psychiatryczne, bezsenność, zaburzenia trawienia i gangrenę.